# Toros de Nuevo Laredo
Los Toros de Nuevo Laredo fue un equipo que participó en la Liga Nacional de Baloncesto Profesional (LNBP) con sede en Nuevo Laredo, Tamaulipas, México.
El equipo ganó 2 campeonatos de liga (2010-11 y 2012-13), empatado en cuarto lugar con Halcones Rojos Veracruz entre todos los equipos de la LNBP. Siendo superado por Fuerza Regia de Monterrey con 5, Soles de Mexicali con 4 y Halcones UV Xalapa con 4.
Los Toros han sido el único equipo de la LNBP que ha jugado sus partidos fuera de México. Esto sucedió al ser un equipo de básquetbol binacional que dividió sus partidos en casa entre México y Estados Unidos. En la temporada LNBP 2012-13 jugaron bajo el nombre Toros de los Dos Laredos y de local jugaron en el Gimnasio Multidisciplinario de Nuevo Laredo de Nuevo Laredo, Tamaulipas, México; así como en la Laredo Energy Arena (ahora Sames Auto Arena) de Laredo, Texas, Estados Unidos.

## Historia

### Venados de Nuevo Laredo (2007-09)
A la mitad de la temporada LNBP 2007-08 se dio un cambio de administración y sede del equipo Correcaminos UAT Matamoros convirtiéndose en los Venados de Nuevo Laredo con sede en Nuevo Laredo, Tamaulipas. Los colores del equipo eran verde, verde limón y blanco. Esa temporada terminaron en el penúltimo lugar de la Conferencia Norte con marca de 12 ganados y 36 perdidos, quedándose a 14 juegos de Algodoneros de la Comarca para avanzar a la postemporada. Cabe destacar que la ciudad de Nuevo Laredo organizó el Xl Juego de Estrellas de la LNBP en donde la Zona Norte derrotó a la Zona Sur por un marcador de 123 a 113 en el Gimnasio Multidisciplinario de Nuevo Laredo. El ganador del concurso de clavadas y jugador más valioso fue Leroy Edjuan Hickerson de Galgos de Tijuana y el ganador del concurso de tiros de 3 fue Raymundo Javier Castillo Zuñiga de Tecolotes de la UAG. 
La temporada LNBP 2008-09 fue mejor para los Venados que avanzaron a la postemporada gracias a 19 ganados y 29 perdidos a 20 juegos del líder Soles de Mexicali; superando a Lobos de la U.A. de C. y dejando fuera al más próximo rival Correcaminos UAT Victoria que se encontraban a dos juegos de los fronterizos. En los cuartos de final de zona norte Venados era el sembrado número 7 y se enfrentaron a los Tecolotes de la UAG sembrado número 2. Los Tecolotes ganaron los 2 primeros juegos de la serie en Guadalajara, luego en Nuevo Laredo Venados ganó el tercero y finalmente en un juego muy apretado que se fue a tiempos extra los Tecolotes vencieron a los Venados dejando la serie 3 juegos a 1. A la posteridad los Tecolotes fueron derrotados en la final de la zona norte 4 juegos a 2 por los Soles de Mexicali. 
Los Venados desaparecieron por problemas de incumplimiento de ciertos requisitos de parte de la directiva con la LNBP. Tres jugadores destacaron en este periodo: #10 Antoine "Tony" Stockman, #21 Michael Gale y #33 Alex Sanders. 

### Primera Etapa (2009-14): Dos títulos 2010-11 y 2012-13

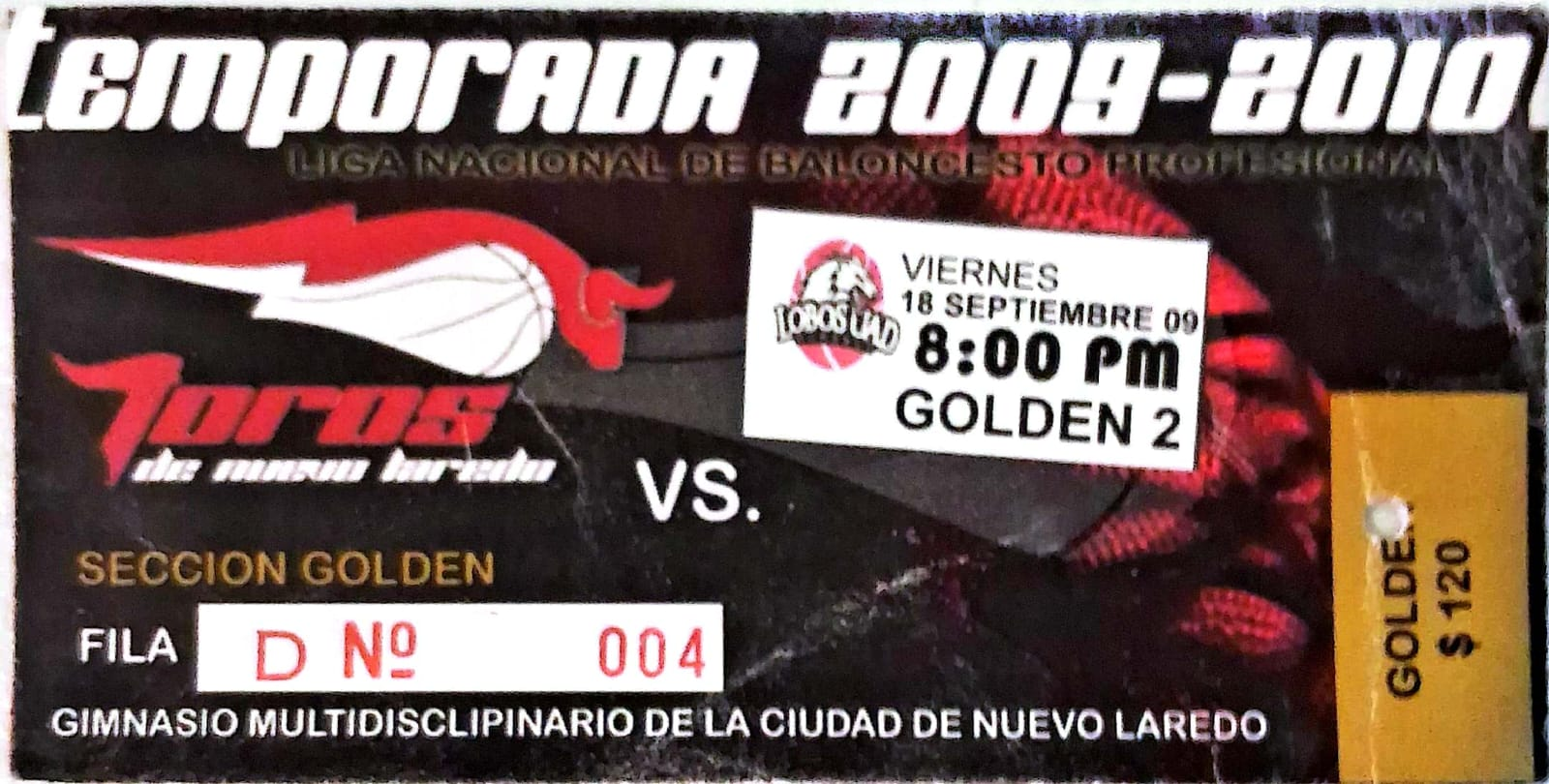
Boleto del primer juego como local en la historia de los Toros de Nuevo Laredo

En la temporada LNBP 2009-10 la ciudad de Nuevo Laredo y la liga acordaron hacer un nuevo equipo que se llamara "Toros de Nuevo Laredo". El presidente del equipo sería el Ing. José Hernández Villegas.  El 10 de septiembre de 2009 tuvieron su primer encuentro con los Ángeles de Puebla como visitantes el cual perdieron por marcador de 100 a 89.  Sería hasta la tercera jornada un viernes 18 de septiembre de 2009 a las 8:00 pm en que daba inicio un juego de Toros como local ante los Lobos Grises de la UAD. Partido que perderían 96 a 92 empezando así su andar con marca de 1 ganado y dos perdidos, puesto que la primera victoria fue días antes como visitantes 89 a 87 contra Halcones UV Córdoba.
| Roster del primer juego en la historia de Toros de Nuevo Laredo | Roster del primer juego en la historia de Toros de Nuevo Laredo | Roster del primer juego en la historia de Toros de Nuevo Laredo | Roster del primer juego en la historia de Toros de Nuevo Laredo | Roster del primer juego en la historia de Toros de Nuevo Laredo | Roster del primer juego en la historia de Toros de Nuevo Laredo | Roster del primer juego en la historia de Toros de Nuevo Laredo | Roster del primer juego en la historia de Toros de Nuevo Laredo | Roster del primer juego en la historia de Toros de Nuevo Laredo |
| Nombre                                                          | Min                                                             | Pts                                                             | Reb                                                             | As                                                              | St                                                              | Bs                                                              | Pf                                                              | Eff                                                             |
| --------------------------------------------------------------- | --------------------------------------------------------------- | --------------------------------------------------------------- | --------------------------------------------------------------- | --------------------------------------------------------------- | --------------------------------------------------------------- | --------------------------------------------------------------- | --------------------------------------------------------------- | --------------------------------------------------------------- |
| Lonnie Elllis Vásquez                                           | 37                                                              | 17                                                              | 2                                                               | 2                                                               | 2                                                               | 1                                                               | 1                                                               | 12                                                              |
| Cedric Ranell Patton                                            | 29                                                              | 26                                                              | 3                                                               | 1                                                               | 1                                                               | 0                                                               | 5                                                               | 14                                                              |
| Wilfredo Javier "Willy" Pagan Roque                             | 27                                                              | 6                                                               | 3                                                               | 3                                                               | 0                                                               | 0                                                               | 3                                                               | -3                                                              |
| Quentin Joseph Lattimore Gonzales                               | 24                                                              | 10                                                              | 5                                                               | 0                                                               | 2                                                               | 0                                                               | 4                                                               | 8                                                               |
| Ikechukwu Justin "Ike" Ofoegbu                                  | 23                                                              | 8                                                               | 4                                                               | 1                                                               | 0                                                               | 1                                                               | 4                                                               | 4                                                               |
| Andrew Manuel Gómez                                             | 19                                                              | 4                                                               | 4                                                               | 1                                                               | 6                                                               | 0                                                               | 1                                                               | 8                                                               |
| Trevor Augustus Lawrence                                        | 17                                                              | 8                                                               | 5                                                               | 0                                                               | 0                                                               | 0                                                               | 4                                                               | 9                                                               |
| Santiago Aguirre                                                | 17                                                              | 8                                                               | 1                                                               | 1                                                               | 1                                                               | 0                                                               | 3                                                               | 2                                                               |
| James Alvin Duffey Jr                                           | 2                                                               | 2                                                               | 1                                                               | 0                                                               | 0                                                               | 0                                                               | 1                                                               | 3                                                               |
| Fecha: 10 de septiembre de 2009                                 |                                                                 |                                                                 |                                                                 |                                                                 |                                                                 |                                                                 |                                                                 |                                                                 |
| Local: Ángeles de Puebla 100                                    |                                                                 |                                                                 |                                                                 |                                                                 |                                                                 |                                                                 |                                                                 |                                                                 |
| Visitante: Toros de Nuevo Laredo 89                             |                                                                 |                                                                 |                                                                 |                                                                 |                                                                 |                                                                 |                                                                 |                                                                 |
| Datos de Basketball Database                                    |                                                                 |                                                                 |                                                                 |                                                                 |                                                                 |                                                                 |                                                                 |                                                                 |

En la temporada regular quedaron en cuarto lugar con 30 ganados y 10 perdidos a 2 juegos del líder Halcones Rojos Veracruz. En su temporada de debut fueron la sensación y sorpresa de la liga, pues eliminan a los Ángeles de Puebla en octavos de final (3-1) y a los Soles de Mexicali (3-2) (subcampeones del torneo anterior) para llegar hasta las semifinales de la LNBP donde cayeron 2-4 contra los Halcones Rojos Veracruz.

#### 1er Campeonato (LNBP 2010-11)
Gracias a su excelente torneo de debut, en diciembre de 2010 y en su segunda temporada LNBP 2010-11,  Toros hizo historia al participar por primera vez en un torneo internacional organizado por FIBA Américas, al formar parte del "Grupo A" de la Liga de las Américas 2010-11, en donde compiten los mejores equipos de baloncesto de América Latina. Sus rivales fueron Regatas Corrientes y Peñarol de Mar del Plata de Argentina así como Espartanos de Margarita de Venezuela. El balance fue de 1-2 en ganados y perdidos, quedando en tercer lugar del grupo y fuera en primera ronda, pero dejando una muy buena impresión, al perder por pocos puntos ante sus fuertes rivales argentinos que tienen gran tradición en el baloncesto latinoamericano y ganarle a uno de los equipos finalistas del torneo anterior (Espartanos de Margarita).
En la LNBP dentro de la temporada regular quedaron en 5to lugar con marca de 25 ganados y 11 perdidos a 3 juegos del líder Pioneros de Quintana Roo avanzando así a la postemporada. En los playoffs derrotaron en octavos de final a Huracanes de Tampico 3-2, en los cuartos de final a Fuerza Regia de Monterrey 3-1, y en las semifinales a los campeones de la temporada anterior Halcones UV Xalapa 4-1. De esta forma llegarían a su primera final de la LNBP contra los Pioneros y por primera vez en más de 22 años, Nuevo Laredo volvería a ser campeón ya que los Tecolotes de los Dos Laredos habían obtenido su último campeonato en 1989.

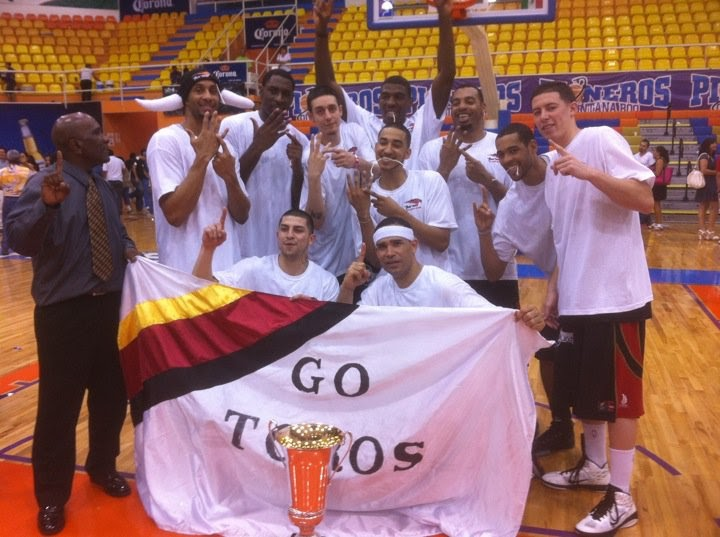
Toros de Nuevo Laredo con el trofeo de campeón LNBP 2010-11

El equipo de Toros de Nuevo Laredo ganó el día 1 de marzo de 2011 el campeonato nacional de baloncesto, de la Liga Nacional de Baloncesto Profesional, al vencer a Pioneros de Quintana Roo en el sexto juego de la serie final con marcador de 93 a 82 en el Poliforum Benito Juárez en Cancún. Con mucho temple y calma los de Nuevo Laredo salieron a ganar el sexto partido en una serie que estaba 3-2 en su favor y lo hicieron en base al trabajo en conjunto y apoyados en gran parte en su cuadro titular. Pioneros marcó el ritmo al inicio de las acciones en el primer capítulo al adelantarse en el marcador y mostrarse ligeramente superiores gracias al liderazgo de Ramell Allen y Gregory Grays, quienes hicieron mucho daño al aro de los astados terminando 23-17. Bajo la batuta de Quentin Gonzales y Wilfredo Pagán los Toros se recuperaron en el segundo periodo y recuperaron una desventaja de seis unidades para irse al frente y llegar al descanso de la primera mitad con dos unidades de ventaja con los números en 42-44. Llegó el tercer periodo y el entrenador de los astados José "Pepo" Martínez mandó a su alineación titular, que tranquilamente manejó el periodo con una gran participación de Adrian Henning y Ike Ofoegbu, pero para desgracia del equipo de esta frontera lo máximo que se pudieron alejar de sus rivales fue cuatro unidades; al final terminaron 64-67. El panorama lucía difícil para Toros que no había logrado mucho, ya que si bien se habían mantenido al margen de sus rivales, la inminente amenaza de Pioneros que jugaban de locales y podían motivarse en cualquier momento, podría afectarles. Fue así como los astados encararon el último cuarto, el cual debían ganar para evitar el séptimo encuentro en el que los de Quintana Roo podrían haber hecho la hombrada. La determinación estuvo de su lado y de inmediato con un tiro de tres puntos de Andrew Gómez ampliaron la ventaja a seis unidades y después se separaron más gracias a Quentin Gonzales. Pioneros llegó a amenazar a la mitad del periodo poniéndose a un punto gracias a Leroy Hickerson, pero los astados de inmediato embistieron y fueron pujando hasta lograr la ventaja final de 11 unidades gracias a Adrian Henning. Con pocos segundos en el reloj y con el marcador en su favor el tiempo corrió y Toros se convirtieron en los nuevos campeones de la Liga. El presidente del equipo José Hernández, recibió el trofeo de monarcas y luego los jugadores, junto con el entrenador José Martínez levantaron la ansiada copa que acredita que Nuevo Laredo es campeón. 
En el juego final los líderes del equipo fueron Adrian Henning que hizo 21 puntos y tuvo 8 rebotes, Ike Ofoegbu con 19 puntos, 5 asistencias y 4 bloqueos, Wilfredo Pagan hizo 18 puntos y Quentin Gonzales tuvo 11 rebotes. En ese momento José "Pepo" Martínez lograba su primer campeonato y Willy Pagán obtenía su segundo campeonato de liga.
| 1er Campeonato (LNBP 2010-11)                                   | 1er Campeonato (LNBP 2010-11)                                   | 1er Campeonato (LNBP 2010-11)                                   | 1er Campeonato (LNBP 2010-11)                                   | 1er Campeonato (LNBP 2010-11)                                   | 1er Campeonato (LNBP 2010-11)                                   | 1er Campeonato (LNBP 2010-11)                                   | 1er Campeonato (LNBP 2010-11)                                   | 1er Campeonato (LNBP 2010-11)                                   |
| Juego 6: Toros de Nuevo Laredo 93 - Pioneros de Quintana Roo 82 | Juego 6: Toros de Nuevo Laredo 93 - Pioneros de Quintana Roo 82 | Juego 6: Toros de Nuevo Laredo 93 - Pioneros de Quintana Roo 82 | Juego 6: Toros de Nuevo Laredo 93 - Pioneros de Quintana Roo 82 | Juego 6: Toros de Nuevo Laredo 93 - Pioneros de Quintana Roo 82 | Juego 6: Toros de Nuevo Laredo 93 - Pioneros de Quintana Roo 82 | Juego 6: Toros de Nuevo Laredo 93 - Pioneros de Quintana Roo 82 | Juego 6: Toros de Nuevo Laredo 93 - Pioneros de Quintana Roo 82 | Juego 6: Toros de Nuevo Laredo 93 - Pioneros de Quintana Roo 82 |
| Poliforum Benito Juárez, Cancún, México                         | Poliforum Benito Juárez, Cancún, México                         | Poliforum Benito Juárez, Cancún, México                         | Poliforum Benito Juárez, Cancún, México                         | Poliforum Benito Juárez, Cancún, México                         | Poliforum Benito Juárez, Cancún, México                         | Poliforum Benito Juárez, Cancún, México                         | Poliforum Benito Juárez, Cancún, México                         | Poliforum Benito Juárez, Cancún, México                         |
| Fecha: 1 de marzo de 2011                                       | Fecha: 1 de marzo de 2011                                       | Fecha: 1 de marzo de 2011                                       | Fecha: 1 de marzo de 2011                                       | Fecha: 1 de marzo de 2011                                       | Fecha: 1 de marzo de 2011                                       | Fecha: 1 de marzo de 2011                                       | Fecha: 1 de marzo de 2011                                       | Fecha: 1 de marzo de 2011                                       |
| Toros                                                           | Min                                                             | Pts                                                             | Reb                                                             | As                                                              | St                                                              | Bs                                                              | Pf                                                              | Eff                                                             |
| --------------------------------------------------------------- | --------------------------------------------------------------- | --------------------------------------------------------------- | --------------------------------------------------------------- | --------------------------------------------------------------- | --------------------------------------------------------------- | --------------------------------------------------------------- | --------------------------------------------------------------- | --------------------------------------------------------------- |
| #25 Adrian Terrell Henning                                      | 40                                                              | 21                                                              | 8                                                               | 0                                                               | 2                                                               | 0                                                               | 2                                                               | 18                                                              |
| #14 Quentin Joseph Lattimore Gonzales                           | 40                                                              | 10                                                              | 11                                                              | 3                                                               | 0                                                               | 1                                                               | 4                                                               | 15                                                              |
| #4 Rene Anthony Rougeau                                         | 40                                                              | 15                                                              | 4                                                               | 1                                                               | 2                                                               | 1                                                               | 2                                                               | 16                                                              |
| #10 Wilfredo Javier "Willy" Pagán Roque                         | 34                                                              | 18                                                              | 5                                                               | 3                                                               | 0                                                               | 0                                                               | 3                                                               | 18                                                              |
| #21 Ikechukwu Justin "Ike" Ofoegbu                              | 29                                                              | 19                                                              | 5                                                               | 5                                                               | 0                                                               | 1                                                               | 3                                                               | 23                                                              |
| #13 Lonnie Elllis Vásquez                                       | 10                                                              | 7                                                               | 3                                                               | 0                                                               | 0                                                               | 0                                                               | 0                                                               | 10                                                              |
| #1 Andrew Manuel Gómez                                          | 5                                                               | 3                                                               | 2                                                               | 1                                                               | 0                                                               | 0                                                               | 0                                                               | 6                                                               |
| #3 Michael David Helton Menchaca                                | No jugó                                                         | No jugó                                                         | No jugó                                                         | No jugó                                                         | No jugó                                                         | No jugó                                                         | No jugó                                                         | No jugó                                                         |
| #31 Joseph Miles Hutchingson Mejía                              | No jugó                                                         | No jugó                                                         | No jugó                                                         | No jugó                                                         | No jugó                                                         | No jugó                                                         | No jugó                                                         | No jugó                                                         |
| #34 Michael Rai Domínguez Villarreal                            | No jugó                                                         | No jugó                                                         | No jugó                                                         | No jugó                                                         | No jugó                                                         | No jugó                                                         | No jugó                                                         | No jugó                                                         |
| Coach: José Ramón "Pepo" Martínez Boglio                        |                                                                 |                                                                 |                                                                 |                                                                 |                                                                 |                                                                 |                                                                 |                                                                 |
| Asistente: Raúl Zuñiga Jr.                                      |                                                                 |                                                                 |                                                                 |                                                                 |                                                                 |                                                                 |                                                                 |                                                                 |
| Preparador físico: Regino Lázaro Castillo Ramírez               |                                                                 |                                                                 |                                                                 |                                                                 |                                                                 |                                                                 |                                                                 |                                                                 |
| Utilero: Oscar Enrique Moreno Noriega                           |                                                                 |                                                                 |                                                                 |                                                                 |                                                                 |                                                                 |                                                                 |                                                                 |
| Pioneros de Quintana Roo                                        | Min                                                             | Pts                                                             | Reb                                                             | As                                                              | St                                                              | Bs                                                              | Pf                                                              | Eff                                                             |
| Gregory Grays                                                   | 40                                                              | 30                                                              | 1                                                               | 1                                                               | 0                                                               | 1                                                               | 5                                                               | 24                                                              |
| Leroy Hickerson                                                 | 39                                                              | 16                                                              | 2                                                               | 3                                                               | 0                                                               | 4                                                               | 2                                                               | 8                                                               |
| Stephen Soriano                                                 | 33                                                              | 9                                                               | 4                                                               | 2                                                               | 3                                                               | 1                                                               | 4                                                               | 16                                                              |
| Anthony Esparza                                                 | 31                                                              | 2                                                               | 3                                                               | 0                                                               | 2                                                               | 0                                                               | 3                                                               | 4                                                               |
| Rammel Allen                                                    | 31                                                              | 18                                                              | 11                                                              | 0                                                               | 0                                                               | 2                                                               | 4                                                               | 22                                                              |
| Joseph Sánchez                                                  | 8                                                               | 3                                                               | 0                                                               | 0                                                               | 0                                                               | 0                                                               | 1                                                               | 2                                                               |
| Kevin Young                                                     | 8                                                               | 4                                                               | 1                                                               | 0                                                               | 0                                                               | 0                                                               | 2                                                               | 3                                                               |
| Horacio Llamas                                                  | 4                                                               | 0                                                               | 0                                                               | 0                                                               | 0                                                               | 0                                                               | 1                                                               | -1                                                              |
| Jeremiah Dominguez                                              | 2                                                               | 0                                                               | 0                                                               | 1                                                               | 0                                                               | 0                                                               | 0                                                               | -1                                                              |
| Coach: Alberto Espasandín Di Santo                              |                                                                 |                                                                 |                                                                 |                                                                 |                                                                 |                                                                 |                                                                 |                                                                 |
| Datos de Basketball Database                                    |                                                                 |                                                                 |                                                                 |                                                                 |                                                                 |                                                                 |                                                                 |                                                                 |

Los Toros de Nuevo Laredo entraron a la temporada LNBP 2011-12 como los defensores del título. Hicieron una extraordinaria campaña regular posicionándose en tercer lugar con 28 ganados y 12 perdidos a 6 juegos del líder Halcones Rojos Veracruz. En cuartos de final vencieron por año consecutivo a los Halcones UV Xalapa 4-2 y en las semifinales a Fuerza Regia 4-3. Se medirían en la final a  Halcones Rojos Veracruz resultando en un subcampeonato al ser vencidos 1-4. El enorme desgaste ante estos fuertes equipos, así como las lesiones que sufrieron jugadores claves en la recta final del Torneo impidió que Toros llegara mejor preparado a la Serie Final. Aún y que no se logró el campeonato, se cumplió con una tercera temporada consecutiva exitosa, logrando su segundo trofeo en los 3 años de existencia de esta franquicia. El equipo se consolidó cada vez más en la Liga, dejando también más entusiasmo en la afición de Nuevo Laredo año tras año, motivando e impulsando a la Directiva con futuros proyectos que hicieron crecer aún más a esta franquicia en esta región y en esta Liga.
El 13 de febrero de 2012 en la ciudad de Nuevo Laredo, Tamaulipas; terminó el torneo 2011-2012 de la Liga Nacional de Baloncesto Profesional en donde Toros de Nuevo Laredo perdió en el 5o. partido, cayendo en la final 4 juegos contra 1 ante los Halcones Rojos Veracruz, quedándose con el trofeo de segundo lugar o subcampeón. Para los Halcones Rojos significaba el primer campeonato en su historia y siendo especial al haber obtenido la primera posición de la clasificación general con marca de 34 ganados y 6 perdidos. En la postemporada el equipo jarocho tuvo un impresionante récord de 12 victorias por solamente una derrota. Ese equipo de Halcones Rojos contaba con grandes figuras como Luis Bethelmy, Gregory Vargas, Paul Stoll, Noe Alonzo, Carlos Rivera, entre otros.

#### 2do Campeonato (LNBP 2012-13)
Los Toros vuelven a hacer historia en la temporada LNBP 2012-13 puesto que jugaron sus partidos de local tanto en el Gimnasio Multidisciplinario de Nuevo Laredo de Nuevo Laredo, Tamaulipas, México; así como en la Laredo Energy Arena de Laredo, Texas, Estados Unidos.
En una muy buena temporada regular quedaron en tercer lugar con una marca de 31 ganados y 9 perdidos a 5 juegos del líder Halcones UV Xalapa. En la postemporada vencieron a Pioneros de Quintana Roo 4 a 1 en cuartos de final y en semifinales a Halcones  Rojos Veracruz 4 juegos a 3. Cabe destacar que Halcones Rojos llevaba la serie 3 a 1 y parecía que otra vez los Toros serían dominados por este acérrimo rival; sin embargo, ganaron el 5to de local y el 6to-7mo en calidad de visitante. El séptimo juego de las semifinales fue para Toros con marcador de 74 a 70.
En la final se enfrentarían a Halcones UV Xalapa que buscaba su 5to título mientras que Toros buscaba su segundo título en su tercera final consecutiva dentro de la LNBP, marcándolo así como un equipo de época. Xalapa había eliminado previamente a Abejas de Guanajuato (4-0) y Soles de Mexicali (4-3).
Finalmente el campeonato de la LNBP lo obtuvieron los Toros, los cuales derrotaron en la serie final a los Halcones UV Xalapa por 4 juegos a 2, coronándose el equipo neolaredense en calidad de visitante en el propio Gimnasio de la USBI de Xalapa, Veracruz. En ese momento los bureles se unían a los Halcones como los únicos equipos con dos o más coronas en la historia de la LNBP.
El sexto juego de la serie fue para Toros por marcador de 96 a 83, ligando así tres victorias consecutivas en la final. Fue un partido de mucho nerviosismo, donde los neolaredenses nunca abandonaron la idea de obtener el banderín a pesar de no ser los favoritos. Toros demostró que es un equipo integrado por jugadores que supieron valorar la unidad, a humildad y que se convirtieron en grandes ídolos de la afición neolaredense y a base de entrega y pundonor se ganaron el respeto de las multitudes que han visitado. En el primer cuarto de este secto juego Xalapa colocó los números a su favor 26 a 22. Después los astados conducidos por el puertorriqueño José "Pepo" Martínez se acercaron peligrosamente en la pizarra, yéndose al descanso en el medio tiempo con dígitos de 47-46. Un grupo de aficionados de Nuevo Laredo hicieron el viaje, quienes no dejaron de apoyar a su equipo y con gritos se hicieron sentir a pesar del ensordecedor ruido que realizaron los veracruzanos que fueron mucho más en número. En el tercer cuarto la defensiva fue una de las armas que Toros utilizó para acortar la distancia y la cual les dio resultados, pues al concluir la tercera parte los cartones indicaron 69-64 para los astados. De ahí en adelante, no hubo otro equipo más que Toros, pues jugadores como Ike Ofoegbu, quien sumó 30 unidades, se mostró muy aguerrido. Fue apoyado por Adrian Henning con 16 y Brody Angley con 14 puntos y 4 rebotes, departamento donde el mejor fue Rene Rougeau con 15. Los últimos minutos de juego parecieron eternos, pero Toros, no se detuvo, pues mantuvo hasta el final la delantera para concluir ganando 96 a 83. Finalmente los Toros festejaron con su afición fiel en Veracruz y a su regreso en la ciudad de Nuevo Laredo.
| 2do Campeonato (LNBP 2012-13)                             | 2do Campeonato (LNBP 2012-13)                             | 2do Campeonato (LNBP 2012-13)                             | 2do Campeonato (LNBP 2012-13)                             | 2do Campeonato (LNBP 2012-13)                             | 2do Campeonato (LNBP 2012-13)                             | 2do Campeonato (LNBP 2012-13)                             | 2do Campeonato (LNBP 2012-13)                             | 2do Campeonato (LNBP 2012-13)                             |
| Juego 6: Toros de Nuevo Laredo 96 - Halcones UV Xalapa 83 | Juego 6: Toros de Nuevo Laredo 96 - Halcones UV Xalapa 83 | Juego 6: Toros de Nuevo Laredo 96 - Halcones UV Xalapa 83 | Juego 6: Toros de Nuevo Laredo 96 - Halcones UV Xalapa 83 | Juego 6: Toros de Nuevo Laredo 96 - Halcones UV Xalapa 83 | Juego 6: Toros de Nuevo Laredo 96 - Halcones UV Xalapa 83 | Juego 6: Toros de Nuevo Laredo 96 - Halcones UV Xalapa 83 | Juego 6: Toros de Nuevo Laredo 96 - Halcones UV Xalapa 83 | Juego 6: Toros de Nuevo Laredo 96 - Halcones UV Xalapa 83 |
| Gimnasio de la USBI, Xalapa, Veracruz                     | Gimnasio de la USBI, Xalapa, Veracruz                     | Gimnasio de la USBI, Xalapa, Veracruz                     | Gimnasio de la USBI, Xalapa, Veracruz                     | Gimnasio de la USBI, Xalapa, Veracruz                     | Gimnasio de la USBI, Xalapa, Veracruz                     | Gimnasio de la USBI, Xalapa, Veracruz                     | Gimnasio de la USBI, Xalapa, Veracruz                     | Gimnasio de la USBI, Xalapa, Veracruz                     |
| Fecha: 27 de febrero de 2013                              | Fecha: 27 de febrero de 2013                              | Fecha: 27 de febrero de 2013                              | Fecha: 27 de febrero de 2013                              | Fecha: 27 de febrero de 2013                              | Fecha: 27 de febrero de 2013                              | Fecha: 27 de febrero de 2013                              | Fecha: 27 de febrero de 2013                              | Fecha: 27 de febrero de 2013                              |
| Toros                                                     | Min                                                       | Pts                                                       | Reb                                                       | As                                                        | St                                                        | Bs                                                        | Pf                                                        | Eff                                                       |
| --------------------------------------------------------- | --------------------------------------------------------- | --------------------------------------------------------- | --------------------------------------------------------- | --------------------------------------------------------- | --------------------------------------------------------- | --------------------------------------------------------- | --------------------------------------------------------- | --------------------------------------------------------- |
| #21 Ikechukwu Justin "Ike" Ofoegbu                        | 38                                                        | 30                                                        | 5                                                         | 3                                                         | 1                                                         | 0                                                         | 5                                                         | 30                                                        |
| #4 Rene Anthony Rougeau                                   | 34                                                        | 6                                                         | 15                                                        | 3                                                         | 2                                                         | 0                                                         | 3                                                         | 19                                                        |
| #10 Wilfredo Javier "Willy" Pagán Roque                   | 29                                                        | 11                                                        | 5                                                         | 3                                                         | 1                                                         | 0                                                         | 3                                                         | 13                                                        |
| #25 Adrian Terrell Henning                                | 27                                                        | 16                                                        | 2                                                         | 2                                                         | 2                                                         | 0                                                         | 3                                                         | 11                                                        |
| #11 Brody Jensen Angley Manjarres                         | 24                                                        | 14                                                        | 4                                                         | 6                                                         | 0                                                         | 0                                                         | 1                                                         | 18                                                        |
| #24 Jesús Hiram "Chino" López                             | 15                                                        | 5                                                         | 1                                                         | 3                                                         | 1                                                         | 0                                                         | 4                                                         | 6                                                         |
| #3 Quentin Joseph Lattimore Gonzales                      | 15                                                        | 8                                                         | 3                                                         | 0                                                         | 1                                                         | 0                                                         | 3                                                         | 5                                                         |
| #29 Lonnie Elllis Vásquez                                 | 14                                                        | 6                                                         | 0                                                         | 1                                                         | 0                                                         | 0                                                         | 0                                                         | 5                                                         |
| #7 Michael Wallace Hutchingson Mejía                      | No jugó                                                   | No jugó                                                   | No jugó                                                   | No jugó                                                   | No jugó                                                   | No jugó                                                   | No jugó                                                   | No jugó                                                   |
| #17 Juan Manuel Esteva Hernández                          | No jugó                                                   | No jugó                                                   | No jugó                                                   | No jugó                                                   | No jugó                                                   | No jugó                                                   | No jugó                                                   | No jugó                                                   |
| Coach: José Ramón "Pepo" Martínez Boglio                  |                                                           |                                                           |                                                           |                                                           |                                                           |                                                           |                                                           |                                                           |
| Asistente: Raúl Zuñiga Jr.                                |                                                           |                                                           |                                                           |                                                           |                                                           |                                                           |                                                           |                                                           |
| Preparador físico: Regino Lázaro Castillo Ramírez         |                                                           |                                                           |                                                           |                                                           |                                                           |                                                           |                                                           |                                                           |
| Utilero: Oscar Enrique Moreno Noriega                     |                                                           |                                                           |                                                           |                                                           |                                                           |                                                           |                                                           |                                                           |
| Halcones UV Xalapa                                        | Min                                                       | Pts                                                       | Reb                                                       | As                                                        | St                                                        | Bs                                                        | Pf                                                        | Eff                                                       |
| Devon Pearson                                             | 38                                                        | 16                                                        | 8                                                         | 3                                                         | 0                                                         | 2                                                         | 4                                                         | 17                                                        |
| Leroy Hickerson                                           | 35                                                        | 25                                                        | 0                                                         | 7                                                         | 0                                                         | 0                                                         | 4                                                         | 15                                                        |
| Kevin Sowell                                              | 32                                                        | 16                                                        | 1                                                         | 1                                                         | 0                                                         | 0                                                         | 2                                                         | 11                                                        |
| Victor Mariscal                                           | 23                                                        | 7                                                         | 2                                                         | 5                                                         | 2                                                         | 0                                                         | 4                                                         | 12                                                        |
| Lorenzo Mata                                              | 21                                                        | 7                                                         | 10                                                        | 2                                                         | 1                                                         | 1                                                         | 4                                                         | 15                                                        |
| Orlando Méndez-Valdez                                     | 19                                                        | 4                                                         | 3                                                         | 3                                                         | 2                                                         | 0                                                         | 1                                                         | 8                                                         |
| Franco Harris                                             | 10                                                        | 0                                                         | 0                                                         | 0                                                         | 0                                                         | 0                                                         | 1                                                         | -1                                                        |
| Pedro Meza                                                | 7                                                         | 0                                                         | 1                                                         | 1                                                         | 0                                                         | 0                                                         | 1                                                         | -1                                                        |
| Adam Parada                                               | 7                                                         | 8                                                         | 5                                                         | 0                                                         | 0                                                         | 1                                                         | 1                                                         | 10                                                        |
| Víctor Ávila                                              | 3                                                         | 0                                                         | 2                                                         | 1                                                         | 0                                                         | 0                                                         | 0                                                         | 3                                                         |
| Coach: Ángel Alfredo González Chávez                      |                                                           |                                                           |                                                           |                                                           |                                                           |                                                           |                                                           |                                                           |
| Datos de Basketball Database                              |                                                           |                                                           |                                                           |                                                           |                                                           |                                                           |                                                           |                                                           |

En la temporada LNBP 2013-14 los Toros empezarían defendiendo su título ante los Halcones UV Xalapa y estrenarían nueva casa con el Polyforum Dr. Rodolfo Torre Cantú con una capacidad de 5,224 espectadores. Destaca que por segunda vez los Toros participaron en la Liga de las Américas en su edición 2014 y que de nueva cuenta formaron parte del Grupo A (Neiva, Colombia) junto con Bambuqueros de Neiva de Colombia, Cocodrilos de Caracas de Venezuela y Pinheiros de Brasil que a la postre terminaría siendo subcampeón. Toros sería eliminado en fase de grupos. Le ganó a Bambuqueros 91-89 en su primer juego pero perderían con Pinheiros 77-71 y con Cocodrilos 80-74.
Esta temporada tornaría en ser triste puesto que en sus 5 años de historia sería la primera vez que no alcanzaban las semifinales siendo vencido en cuartos de final 4 juegos a 1 por Pioneros de Quintana Roo. Lo doloroso es que en el quinto juego de locales fueron apaleados por 133 a 73 cuando había rumores de que el equipo no regresaría la otra temporada. Los aficionados mostraron tristeza y despidieron de forma muy emotiva a sus jugadores, dando finalmente una ovación por el gran esfuerzo. Con porras de "Olé, olé, olé, Toros, Toros", "Olé, olé, olé, Toros, Toros", el campeón del torneo pasado fue despedido de pie por su afición. Se recuerda como hubo jugadores que taparon su rostro para que no vieran su impotencia y así la escuadra se encerró en su vestidor. En el equipo de Pioneros estaba el eterno capitán del equipo Willy Pagán que al final fue al vestidor de los Toros para consolar a sus excompañeros.
Tristemente en la temporada LNBP 2014-15 los Toros de Nuevo Laredo se retirarían.

### Segunda Etapa (2016-18): Semifinalistas 16-17
Durante la Asamblea General de la LNBP 2016-17, efectuada en Monterrey, Nuevo León, se confirmó que los Toros de Nuevo Laredo regresarían a la liga tras dos temporadas de ausencia. Esa temporada vinieron en plan grande quedando en cuarto lugar con 22 ganados y 14 perdidos regresando a lo acostumbrado en la historia del equipo. Fue notable que creció una fuerte rivalidad con Fuerza Regia de Monterrey por su cercanía a la ciudad. La afición recordará que ese año Sergio Ganem Jr se convirtió en el dueño de Fuerza Regia al fallecer su padre y también se convirtió en el presidente de la liga. Con Fuerza Regia se dieron juegos muy apretados, donde las aficiones hacían el viaje para apoyar a su equipo y se hacían muy presentes en redes sociales. También tras la popularidad y el éxito de la Selección de baloncesto de México llegaron al equipo los seleccionados Marco Ramos y Lorenzo Mata. En postemporada los Toros vencieron 3 a 1 a Panteras de Aguascalientes en cuartos de final y fueron derrotados en semifinales por Fuerza Regia 4 a 2. Ese torneo significó el primer campeonato para Fuerza Regia desde su aparición en la liga en 2001 cuando vencieron 4 a 2 a Soles de Mexicali teniendo en sus filas a grandes figuras como Juan Ronel Toscano Anderson, Andrew John Panko lll, Héctor Humberto Hernández Gallegos, Gabriel Oscar Girón Villarreal, entre otros, dirigidos por Francisco Olmos Hernández.
En la temporada LNBP 2017-18 los Toros quedarían en sexto lugar general y fueron eliminados en primera instancia dentro de los cuartos de final por su más acérrimo rival Fuerza Regia 3 a 2. Esta fue su última temporada en la LNBP.

## Resultados por temporada LNBP

### Resultados en temporada regular y resultado en postemporada
| Temporada | #  | JJ | JG | JP | PF   | PC   | Dif. | Ptos. | JV | Resultado        |
| --------- | -- | -- | -- | -- | ---- | ---- | ---- | ----- | -- | ---------------- |
| 2009-10   | 4° | 40 | 30 | 10 | 3570 | 3270 | 300  | 70    | 2  | Semifinales      |
| 2010-11   | 5° | 36 | 25 | 11 | 3055 | 2754 | 301  | 61    | 3  | Campeón          |
| 2011-12   | 3° | 40 | 28 | 12 | 3415 | 3159 | 256  | 67    | 6  | Subcampeón       |
| 2012-13   | 3° | 40 | 31 | 9  | 3393 | 3017 | 376  | 71    | 5  | Campeón          |
| 2013-14   | 6° | 39 | 25 | 14 | 3156 | 3016 | 140  | 64    | 8  | Cuartos de final |
| 2016-17   | 4° | 36 | 22 | 14 | 3062 | 2950 | 112  | 58    | 10 | Semifinales      |
| 2017-18   | 6° | 40 | 22 | 18 | 3438 | 3342 | 96   | 62    | 4  | Cuartos de final |

## Postemporada LNBP

### Apariciones en postemporada
| Temporada | 1/8 de final | 1/8 de final | 1/4 de final   | 1/4 de final | Semifinales    | Semifinales | Final          | Final |
| --------- | ------------ | ------------ | -------------- | ------------ | -------------- | ----------- | -------------- | ----- |
| 2009-10   | Ángeles      | 3-1          | Soles          | 3-2          | Halcones Rojos | 2-4         |                |       |
| 2010-11   | Huracanes    | 3-2          | Fuerza Regia   | 3-1          | Halcones UV    | 4-1         | Pioneros       | 4-2   |
| 2011-12   |              |              | Halcones UV    | 4-2          | Fuerza Regia   | 4-3         | Halcones Rojos | 1-4   |
| 2012-13   | Pioneros     | 4-1          | Halcones Rojos | 4-3          | Halcones UV    | 4-2         |                |       |
| 2013-14   | Pioneros     | 1-4          |                |              |                |             |                |       |
| 2016-17   | Panteras     | 3-1          | Fuerza Regia   | 2-4          |                |             |                |       |
| 2017-18   | Fuerza Regia | 2-3          |                |              |                |             |                |       |

## Participación internacional
Los Toros de Nuevo Laredo participaron en 2 Liga de las Américas. Este torneo era organizado por FIBA Américas y en él se enfrentaban los mejores clubes del continente americano. El ganador del torneo era el representante americano en la Copa Intercontinental FIBA enfrentándose así al campeón de la Euroliga. En 2019 fue reemplazado por la Liga de Campeones de Baloncesto de las Américas que de igual manera clasifica a la Copa Intercontinental pero ahora renovada con la inclusión de un representante de la NBA G League y los representantes de FIBA África, FIBA Américas, FIBA Europa y FIBA Asia.

### Liga de las Américas

#### LDA 2010-11
Los Toros de Nuevo Laredo participaron en la cuarta edición del torneo dentro del Grupo A con sede en Mar del Plata, Argentina y como dato a destacar inauguraron el certamen. En el grupo se encontraban los equipos de Peñarol del Mar del Plata quien era campeón defensor del evento y que había ganado el torneo en dos ocasiones (2007-08 y 2009-10), Regatas Corrientes y Espartanos de Margarita. Los Toros vencieron a Espartanos pero fueron derrotados por los equipos argentinos y de esta manera fue que no pudieron avanzar a la siguiente ronda.

En este torneo los otros equipos mexicanos participantes eran Halcones UV Xalapa y Halcones Rojos Veracruz quienes eran el campeón y el subcampeón de la LNBP en ese momento. Al final Regatas Corrientes se coronó campeón de la LDA y el MVP del Final Four de ese mismo equipo fue Federico Kammerichs. 
| Pos. | Equipo                     | Pts | PJ | PG | PP | PF  | PC  | Dif |
| ---- | -------------------------- | --- | -- | -- | -- | --- | --- | --- |
| 1.   | Regatas Corrientes x       | 6   | 3  | 3  | 0  | 249 | 218 | 31  |
| 2.   | Peñarol de Mar del Plata x | 5   | 3  | 2  | 1  | 254 | 228 | 26  |
| 3.   | Toros de Nuevo Laredo      | 4   | 3  | 1  | 2  | 227 | 228 | -1  |
| 4.   | Espartanos de Margarita    | 3   | 3  | 0  | 3  | 217 | 273 | -56 |

- (x) -  Calificado a la siguiente ronda.

| Fecha                   | Hora² | Partido¹                 | Partido¹ | Partido¹                 |
| ----------------------- | ----- | ------------------------ | -------- | ------------------------ |
| 9 de diciembre de 2010  | 20:00 | Toros de Nuevo Laredo    | 74 - 77  | Regatas Corrientes       |
| 9 de diciembre de 2010  | 22:15 | Peñarol de Mar del Plata | 102 - 74 | Espartanos de Margarita  |
| 10 de diciembre de 2010 | 20:00 | Regatas Corrientes       | 91 - 72  | Espartanos de Margarita  |
| 10 de diciembre de 2010 | 22:15 | Toros de Nuevo Laredo    | 73 - 80  | Peñarol de Mar del Plata |
| 11 de diciembre de 2010 | 20:00 | Espartanos de Margarita  | 71 - 80  | Toros de Nuevo Laredo    |
| 11 de diciembre de 2010 | 22:15 | Peñarol de Mar del Plata | 72 - 81  | Regatas Corrientes       |

- (¹) -  Todos en el Estadio Polideportivo Islas Malvinas, Mar del Plata, Argentina.
- (²) -  Hora local de Mar del Plata. (UTC -3).

#### LDA 2014
Los Toros de Nuevo Laredo participaron en la séptima edición del torneo dentro del Grupo A con sede en Neiva, Colombia. Los participantes mexicanos eran Toros y Halcones UV Xalapa como el campeón y subcampeón de la LNBP, respectivamente. En el grupo se encontrabanBambuqueros de Neiva, Cocodrilos de Caracas y Pinheiros. Los Toros vencieron en la primera jornada a Bambuqueros pero perdieron las dos fechas restantes y de nueva cuenta no pudieron avanzar de fase de grupos.
Pinheiros llegó hasta la final del certamen pero perdió con el equipo de su misma nación Flamengo por marcador de 85 a 78. Flamengo sería entonces campeón intercontinental al vencer por marcador global en dos partidos 156 a 146 al Maccabi Tel Aviv Basketball Club de Israel, campeón de la Euroliga 2013-14.
| Pos. | Equipo                  | Pts | PJ | PG | PP | PF  | PC  | Dif |
| ---- | ----------------------- | --- | -- | -- | -- | --- | --- | --- |
| 1.   | Cocodrilos de Caracas x | 6   | 3  | 3  | 0  | 274 | 259 | 15  |
| 2.   | Pinheiros x             | 5   | 3  | 2  | 1  | 267 | 246 | 21  |
| 3.   | Toros de Nuevo Laredo   | 4   | 3  | 1  | 2  | 236 | 246 | -10 |
| 4.   | Bambuqueros de Neiva    | 3   | 3  | 0  | 3  | 254 | 280 | -26 |

- (x) -  Calificado a la siguiente ronda.

| 24 de enero | Pinheiros                             | 96–99                                 | Cocodrilos de Caracas                 |                                                                               |  |
| 18:00       | Parciales: 16-19, 17-28, 36-21, 27-31 | Parciales: 16-19, 17-28, 36-21, 27-31 | Parciales: 16-19, 17-28, 36-21, 27-31 |                                                                               |  |
|             |                                       | Reporte                               |                                       | Pabellón: Coliseo Álvaro Sánchez Silva Neiva, Colombia Televisión: Fox Sports |  |

| 24 de enero | Bambuqueros de Neiva                  | 89–91                                 | Toros de Nuevo Laredo                 |                                                                               |  |
| 20:15       | Parciales: 25-22, 22-21, 23-26, 19-22 | Parciales: 25-22, 22-21, 23-26, 19-22 | Parciales: 25-22, 22-21, 23-26, 19-22 |                                                                               |  |
|             |                                       | Reporte                               |                                       | Pabellón: Coliseo Álvaro Sánchez Silva Neiva, Colombia Televisión: Fox Sports |  |

| 25 de enero | Toros de Nuevo Laredo                 | 71–77                                 | Pinheiros                             |                                                                               |  |
| 18:00       | Parciales: 20-18, 17-23, 16-14, 18-22 | Parciales: 20-18, 17-23, 16-14, 18-22 | Parciales: 20-18, 17-23, 16-14, 18-22 |                                                                               |  |
|             |                                       | Reporte                               |                                       | Pabellón: Coliseo Álvaro Sánchez Silva Neiva, Colombia Televisión: Fox Sports |  |

| 25 de enero | Cocodrilos de Caracas                 | 95–89                                 | Bambuqueros de Neiva                  |                                                                               |  |
| 20:15       | Parciales: 28-27, 26-16, 19-23, 22-23 | Parciales: 28-27, 26-16, 19-23, 22-23 | Parciales: 28-27, 26-16, 19-23, 22-23 |                                                                               |  |
|             |                                       | Reporte                               |                                       | Pabellón: Coliseo Álvaro Sánchez Silva Neiva, Colombia Televisión: Fox Sports |  |

| 26 de enero | Toros de Nuevo Laredo                 | 74–80                                 | Cocodrilos de Caracas                 |                                                                               |  |
| 18:00       | Parciales: 15-15, 15-27, 20-14, 24-24 | Parciales: 15-15, 15-27, 20-14, 24-24 | Parciales: 15-15, 15-27, 20-14, 24-24 |                                                                               |  |
|             |                                       | Reporte                               |                                       | Pabellón: Coliseo Álvaro Sánchez Silva Neiva, Colombia Televisión: Fox Sports |  |

| 26 de enero | Bambuqueros de Neiva                  | 76–94                                 | 'Pinheiros'                           |                                                                               |  |
| 20:15       | Parciales: 19-26, 14-18, 26-24, 17-26 | Parciales: 19-26, 14-18, 26-24, 17-26 | Parciales: 19-26, 14-18, 26-24, 17-26 |                                                                               |  |
|             |                                       | Reporte                               |                                       | Pabellón: Coliseo Álvaro Sánchez Silva Neiva, Colombia Televisión: Fox Sports |  |

## Distinciones individuales
El siguiente análisis utiliza datos de LatinBasket, que es una base de estadísticas con información de las temporadas que se han llevado a cabo en la LNBP. En este caso se analizaron todas las temporadas en las que el equipo Toros de Nuevo Laredo participó.El análisis fue realizado por Alejandro I. Trejo-Castro.

### Campeones Individuales

#### Líder de Asistencias
| Temporada | Nombre                  | Marca | Promedio |
| --------- | ----------------------- | ----- | -------- |
| 2017-18   | Jerime Anthony Anderson |       | 7.63     |

#### Líder de Tiros de 3
| Temporada | Nombre                   | Marca | Promedio |
| --------- | ------------------------ | ----- | -------- |
| 2017-18   | Gary Ricks Mondragón Jr. |       | 4.14     |

#### Líder de Faltas Cometidas
| Temporada | Nombre               | Marca | Promedio |
| --------- | -------------------- | ----- | -------- |
| 2010-11   | Rene Anthony Rougeau | 95    | 3.28     |

### Nominaciones especiales

#### Delantero del año
| Temporada | Nombre                         |
| --------- | ------------------------------ |
| 2012-13   | Ikechukwu Justin "Ike" Ofoegbu |

#### Jugador extranjero del año
| Temporada | Nombre                         |
| --------- | ------------------------------ |
| 2012-13   | Ikechukwu Justin "Ike" Ofoegbu |

#### Jugador más valioso (MVP) de la final
| Temporada | Nombre                         |
| --------- | ------------------------------ |
| 2012-13   | Ikechukwu Justin "Ike" Ofoegbu |

#### Entrenador del año
| Temporada | Nombre                            |
| --------- | --------------------------------- |
| 2010-11   | José Ramón "Pepo" Martínez Boglio |
| 2012-13   | José Ramón "Pepo" Martínez Boglio |

### Jugadores en Equipos Ideales

#### Extranjeros equipo ideal
| Temporada | Nombre                         | Posición  |
| --------- | ------------------------------ | --------- |
| 2009-10   | Ikechukwu Justin "Ike" Ofoegbu | Ala-pívot |
| 2012-13   | Ikechukwu Justin "Ike" Ofoegbu | Ala-pívot |
| 2012-13   | Rene Anthony Rougeau           | Escolta   |
| 2013-14   | Rene Anthony Rougeau           | Escolta   |
| 2016-17   | Samuel "Sammy" Yeager          | Alero     |

#### 1er equipo ideal
| Temporada | Nombre                         | Posición  |
| --------- | ------------------------------ | --------- |
| 2009-10   | Ikechukwu Justin "Ike" Ofoegbu | Ala-pívot |
| 2012-13   | Ikechukwu Justin "Ike" Ofoegbu | Ala-pívot |
| 2013-14   | Rene Anthony Rougeau           | Escolta   |
| 2016-17   | Samuel "Sammy" Yeager          | Alero     |

#### 2do equipo ideal
| Temporada | Nombre                         | Posición  |
| --------- | ------------------------------ | --------- |
| 2010-11   | Ikechukwu Justin "Ike" Ofoegbu | Ala-pívot |
| 2011-12   | Ikechukwu Justin "Ike" Ofoegbu | Ala-pívot |
| 2012-13   | Rene Anthony Rougeau           | Escolta   |

#### 3er equipo ideal
| Temporada | Nombre                  | Posición |
| --------- | ----------------------- | -------- |
| 2013-14   | Adrian Terrell Henning  | Alero    |
| 2017-18   | Jerime Anthony Anderson | Base     |

#### Mención Honorable
| Temporada | Nombre                   | Posición |
| --------- | ------------------------ | -------- |
| 2013-14   | Myron Demon Allen        | Base     |
| 2016-17   | Lorenzo Mata             | Pívot    |
| 2017-18   | Idris Ibn Dawud Alvarado | Alero    |

## Récords

### Jugadores

#### Récords con Toros en la LNBP
El siguiente análisis utiliza datos de Basketball Database, que es una base de estadísticas con información de jugadores, equipos y ligas. En este caso se analizó el equipo Toros de Nuevo Laredo en todas sus temporadas e incluye información tanto de temporada regular como de postemporada en la LNBP. El análisis fue realizado por Alejandro I. Trejo-Castro con uso de R, un lenguaje de programación que se utiliza comúnmente en la ciencia de datos.

##### Temporadas
| # | Nombre                              | Temporadas |
| - | ----------------------------------- | ---------- |
| 1 | Wilfredo Javier "Willy" Pagán Roque | 7          |
| 2 | Adrian Terrell Henning              | 5          |
| 2 | Joseph Miles Mejía Hutchingson      | 5          |
| 2 | Juan Manuel Esteva Hernández        | 5          |
| 2 | Lonnie Elllis Vásquez               | 5          |
| 2 | Quentin Joseph Lattimore Gonzales   | 5          |
| 2 | Rene Anthony Rougeau                | 5          |
| 8 | Ikechukwu Justin "Ike" Ofoegbu      | 4          |
| 9 | Andrew Manuel Gómez                 | 3          |
| 9 | Jesús Hiram "Chino" López           | 3          |

##### Juegos Jugados
| #  | Nombre                              | JJ  |
| -- | ----------------------------------- | --- |
| 1  | Wilfredo Javier "Willy" Pagán Roque | 272 |
| 2  | Lonnie Elllis Vásquez               | 260 |
| 3  | Rene Anthony Rougeau                | 250 |
| 4  | Quentin Joseph Lattimore Gonzales   | 241 |
| 5  | Juan Manuel Esteva Hernández        | 192 |
| 6  | Ikechukwu Justin "Ike" Ofoegbu      | 181 |
| 7  | Adrian Terrell Henning              | 162 |
| 8  | Jesús Hiram "Chino" López           | 147 |
| 9  | Joseph Miles Mejía Hutchingson      | 128 |
| 10 | Andrew Manuel Gómez                 | 113 |

##### Minutos Jugados
| #  | Nombre                              | Min  | MinxJ |
| -- | ----------------------------------- | ---- | ----- |
| 1  | Wilfredo Javier "Willy" Pagán Roque | 7710 | 28.35 |
| 2  | Rene Anthony Rougeau                | 7640 | 30.56 |
| 3  | Quentin Joseph Lattimore Gonzales   | 6056 | 25.13 |
| 4  | Ikechukwu Justin "Ike" Ofoegbu      | 5775 | 31.91 |
| 5  | Adrian Terrell Henning              | 5008 | 30.91 |
| 6  | Lonnie Elllis Vásquez               | 4986 | 19.18 |
| 7  | Jesús Hiram "Chino" López           | 2848 | 19.37 |
| 8  | Brody Jensen Angley Manjarres       | 2582 | 24.36 |
| 9  | Juan Manuel Esteva Hernández        | 2426 | 12.64 |
| 10 | Andrew Manuel Gómez                 | 1806 | 15.98 |

##### Puntos
| #  | Nombre                              | Pts  | PtsxJ |
| -- | ----------------------------------- | ---- | ----- |
| 1  | Rene Anthony Rougeau                | 3386 | 13.54 |
| 2  | Ikechukwu Justin "Ike" Ofoegbu      | 3071 | 16.97 |
| 3  | Wilfredo Javier "Willy" Pagán Roque | 3016 | 11.09 |
| 4  | Quentin Joseph Lattimore Gonzales   | 2301 | 9.55  |
| 5  | Adrian Terrell Henning              | 2172 | 13.41 |
| 6  | Lonnie Elllis Vásquez               | 2121 | 8.16  |
| 7  | Jesús Hiram "Chino" López           | 1189 | 8.09  |
| 8  | Brody Jensen Angley Manjarres       | 880  | 8.30  |
| 9  | Juan Manuel Esteva Hernández        | 799  | 4.16  |
| 10 | Cedric Ranell Patton                | 654  | 16.35 |

##### Asistencias
| #  | Nombre                              | As   | AsxJ |
| -- | ----------------------------------- | ---- | ---- |
| 1  | Wilfredo Javier "Willy" Pagán Roque | 1075 | 3.95 |
| 2  | Rene Anthony Rougeau                | 700  | 2.80 |
| 3  | Brody Jensen Angley Manjarres       | 459  | 4.33 |
| 4  | Quentin Joseph Lattimore Gonzales   | 398  | 1.65 |
| 5  | Adrian Terrell Henning              | 317  | 1.96 |
| 6  | Ikechukwu Justin "Ike" Ofoegbu      | 315  | 1.74 |
| 7  | Andrew Manuel Gómez                 | 296  | 2.62 |
| 8  | Jerime Anthony Anderson             | 265  | 7.36 |
| 9  | Lonnie Elllis Vásquez               | 167  | 0.64 |
| 10 | Juan Manuel Esteva Hernández        | 153  | 0.80 |

##### Rebotes
| #  | Nombre                              | RO  | RD   | Reb  | RebxJ |
| -- | ----------------------------------- | --- | ---- | ---- | ----- |
| 1  | Rene Anthony Rougeau                | 511 | 989  | 1500 | 6.00  |
| 2  | Quentin Joseph Lattimore Gonzales   | 238 | 1130 | 1368 | 5.68  |
| 3  | Ikechukwu Justin "Ike" Ofoegbu      | 433 | 677  | 1110 | 6.13  |
| 4  | Adrian Terrell Henning              | 206 | 621  | 827  | 5.10  |
| 5  | Wilfredo Javier "Willy" Pagán Roque | 158 | 656  | 814  | 2.99  |
| 6  | Lonnie Elllis Vásquez               | 161 | 573  | 734  | 2.82  |
| 7  | Jesús Hiram "Chino" López           | 178 | 448  | 626  | 4.26  |
| 8  | Juan Manuel Esteva Hernández        | 92  | 222  | 314  | 1.64  |
| 9  | Brody Jensen Angley Manjarres       | 65  | 238  | 303  | 2.86  |
| 10 | Andrew Manuel Gómez                 | 71  | 194  | 265  | 2.35  |

##### Bloqueos
| #  | Nombre                              | Bs  | BsxJ |
| -- | ----------------------------------- | --- | ---- |
| 1  | Rene Anthony Rougeau                | 214 | 0.86 |
| 2  | Quentin Joseph Lattimore Gonzales   | 117 | 0.49 |
| 3  | Adrian Terrell Henning              | 104 | 0.64 |
| 4  | Ikechukwu Justin "Ike" Ofoegbu      | 104 | 0.57 |
| 5  | Jesús Hiram "Chino" López           | 53  | 0.36 |
| 6  | Lonnie Elllis Vásquez               | 45  | 0.17 |
| 7  | Wilfredo Javier "Willy" Pagán Roque | 24  | 0.09 |
| 8  | Andrew Manuel Gómez                 | 22  | 0.19 |
| 9  | Brandon Swannegan                   | 22  | 0.69 |
| 10 | Lorenzo Mata                        | 21  | 0.66 |

##### Robos de Balón
| #  | Nombre                              | St  | StxJ |
| -- | ----------------------------------- | --- | ---- |
| 1  | Rene Anthony Rougeau                | 354 | 1.42 |
| 2  | Wilfredo Javier "Willy" Pagán Roque | 263 | 0.97 |
| 3  | Quentin Joseph Lattimore Gonzales   | 209 | 0.87 |
| 4  | Ikechukwu Justin "Ike" Ofoegbu      | 168 | 0.93 |
| 5  | Adrian Terrell Henning              | 136 | 0.84 |
| 6  | Brody Jensen Angley Manjarres       | 135 | 1.27 |
| 7  | Lonnie Elllis Vásquez               | 120 | 0.46 |
| 8  | Andrew Manuel Gómez                 | 94  | 0.83 |
| 9  | Jesús Hiram "Chino" López           | 72  | 0.49 |
| 10 | Juan Manuel Esteva Hernández        | 62  | 0.32 |

##### Eficiencia
| #  | Nombre                              | Eff  | EffxJ |
| -- | ----------------------------------- | ---- | ----- |
| 1  | Rene Anthony Rougeau                | 4381 | 17.52 |
| 2  | Wilfredo Javier "Willy" Pagán Roque | 3273 | 12.03 |
| 3  | Ikechukwu Justin "Ike" Ofoegbu      | 3204 | 17.70 |
| 4  | Quentin Joseph Lattimore Gonzales   | 2474 | 10.27 |
| 5  | Adrian Terrell Henning              | 2243 | 13.85 |
| 6  | Lonnie Elllis Vásquez               | 1965 | 7.56  |
| 7  | Jesús Hiram "Chino" López           | 1344 | 9.14  |
| 8  | Brody Jensen Angley Manjarres       | 1153 | 10.88 |
| 9  | Juan Manuel Esteva Hernández        | 815  | 4.24  |
| 10 | Andrew Manuel Gómez                 | 754  | 6.67  |

## Miembros Históricos

### #4Rene Anthony Rougeau

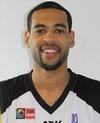
Rene Anthony Rogeau

El nacido en Sacramento, California llegó a Toros en la campaña del primer campeonato. Ahora la quinteta comandada por Adrian Henning, Wilfredo Pagán y Ike Ofoegbu lucía completa y con miras a lograr el ansiado campeonato. Midiendo 1.98 metros jugaba en la posición de escolta-alero y destacaba su entrega por la camiseta. Su gran agilidad le permitía conseguir puntos debajo del tablero y conseguir un gran número de rebotes aunque en un principio era común verlo en problemas de faltas razón por la cual lideró la liga en ese departamento en la campaña 2010-11. Rene Rougeau jugó colegial para la Universidad de Nevada en Las Vegas donde brilló en sus cuatro temporadas con los UNLV Runnin' Rebels.
Es el jugador en la historia de la franquicia que consiguió más puntos, rebotes, bloqueos, robos de balón y eficiencia, no obstante también es el segundo en minutos jugados y el tercero en juegos jugados. De esta forma se demuestra que fue un referente y un pilar en el equipo. A partir de la temporada 2013-14 cuando Ike y Willy se ausentaron del equipo, el fue el líder indiscutible y el motor principal para llegar a los playoffs, su eficiencia de 22.5 en 2013-14 lo avala. Dentro de sus logros con el equipo destacan:
- 2 veces campeón de la LNBP (2010-11 y 2012-13)
- Escolta del equipo ideal extranjeros LNBP (2012-13 y 2013-14)
- Escolta del 1er equipo ideal LNBP (2013-14)
- Escolta del 2do equipo ideal LNBP (2012-13)
- Jugador con más puntos con el equipo (3386)
- Jugador con más rebotes con el equipo (1500)
- Jugador con más bloqueos con el equipo (214)
- Jugador con más robos de balón con el equipo (354)
- Jugador con más eficiencia con el equipo (4381)

| #4 Rene Anthony Rougeau      | #4 Rene Anthony Rougeau | #4 Rene Anthony Rougeau | #4 Rene Anthony Rougeau | #4 Rene Anthony Rougeau | #4 Rene Anthony Rougeau | #4 Rene Anthony Rougeau | #4 Rene Anthony Rougeau | #4 Rene Anthony Rougeau | #4 Rene Anthony Rougeau | #4 Rene Anthony Rougeau | #4 Rene Anthony Rougeau | #4 Rene Anthony Rougeau | #4 Rene Anthony Rougeau | #4 Rene Anthony Rougeau | #4 Rene Anthony Rougeau |
| Temporada                    | JJ                      | Min                     | Pts                     | 2Fg%                    | 3Fg%                    | Ft%                     | RO                      | RD                      | Reb                     | As                      | St                      | To                      | Bs                      | Pf                      | Eff                     |
| ---------------------------- | ----------------------- | ----------------------- | ----------------------- | ----------------------- | ----------------------- | ----------------------- | ----------------------- | ----------------------- | ----------------------- | ----------------------- | ----------------------- | ----------------------- | ----------------------- | ----------------------- | ----------------------- |
| 2010-11                      | 53                      | 31.5                    | 14.6                    | 59.1                    | 33.3                    | 67.3                    | 2.8                     | 4.3                     | 7.1                     | 2.0                     | 1.3                     | 1.2                     | 0.8                     | 3.1                     | 19.0                    |
| 2011-12                      | 57                      | 29.4                    | 11.9                    | 52.6                    | 29.5                    | 71.6                    | 2.2                     | 3.8                     | 6.0                     | 3.0                     | 1.7                     | 1.9                     | 0.8                     | 3.1                     | 16.0                    |
| 2012-13                      | 57                      | 29.1                    | 13.2                    | 62.6                    | 15.6                    | 67.5                    | 1.8                     | 3.7                     | 5.5                     | 2.8                     | 1.4                     | 1.9                     | 0.6                     | 2.7                     | 16.9                    |
| 2013-14                      | 40                      | 34.3                    | 16.9                    | 60.9                    | 50.0                    | 74.6                    | 1.9                     | 4.8                     | 6.7                     | 3.4                     | 1.9                     | 2.1                     | 1.3                     | 2.5                     | 22.5                    |
| 2016-17                      | 43                      | 29.3                    | 11.8                    | 48.4                    | 42.0                    | 79.9                    | 1.4                     | 3.3                     | 4.7                     | 3.0                     | 0.8                     | 1.7                     | 1.0                     | 3.2                     | 14.0                    |
| Promedios por juego          |                         |                         |                         |                         |                         |                         |                         |                         |                         |                         |                         |                         |                         |                         |                         |
| Datos de Basketball Database |                         |                         |                         |                         |                         |                         |                         |                         |                         |                         |                         |                         |                         |                         |                         |

### #10Wilfredo Javier "Willy" Pagán Roque
Solo un jugador en la historia del equipo estuvo en cada juego de inauguración llenando de felicidad a los aficionados neolaredenses y era el capitán Willy Pagán con el número 10. Nacido el 27 de febrero de 1976 en San Juan, Puerto Rico y con estatura de 1.84 metros vino al equipo de Toros de Nuevo Laredo en 2009 para cubrir la posición de base. Antes de arribar a esta aventura que lo acompañaría con muchos logros había conquistado el premio al jugador más valioso de la BSN (liga puertorriqueña de baloncesto) en 2006 con los Brujos de Guayama. Cabe destacar que se ubica en la posición número 6 dentro de los líderes en asistencias de todos los tiempos de la BSN https://en.wikipedia.org/wiki/Baloncesto_Superior_Nacional#BSN_all-time_assists_leaders. 

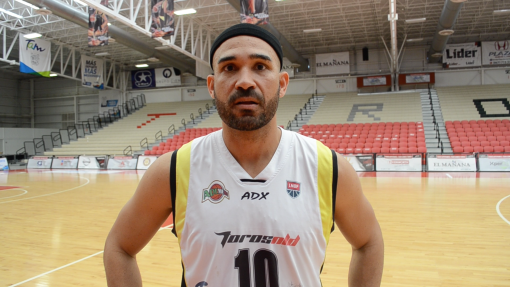
Willy Pagán

Se le considera uno de los boricuas más ganadores de la LNBP. Su primer equipo fue Correcaminos UAT Victoria, posteriormente llegó a los Halcones UV Xalapa donde fue campeón en 2005 y después lo hizo con Toros de Nuevo Laredo en 2010-11 y 2012-13. Después paso a equipos como Pioneros de Quintana Roo (2013-15) y Jefes Fuerza Lagunera (2015-16), para finalmente retirarse con Fuerza Regia de Monterrey en la campaña 2019-2020 pero no sin antes ser de nueva cuenta campeón en 2018-19.En la temporada 2013-14 cuando los Toros de Nuevo Laredo presentaban problemas económicos el salió a dar la cara con el presidente del equipo y con dolor tuvo que ser cortado siendo adquirido por Pioneros que en esa temporada se enfrentaría a los astados en cuartos de final. Willy tuvo el detalle de ir al vestidor de los locales para consolar a sus excompañeros después de la eliminación apabullante sobre los Toros. Esa temporada Pioneros llegaría a la final y la perdería con Soles de Mexicali, sucediendo lo mismo la siguiente temporada, lo cual nos dice que Willy llegó a 5 finales consecutivas de LNBP de la temporada 2010-11 con Toros hasta la 2014-15 con Pioneros.
El siempre querido por la afición lidera en la historia del equipo en temporadas, juegos jugados, minutos y asistencias. Destacaba su tiro de 3, sus buenos pases y la confianza que se le tenía en los últimos minutos para cargar con el equipo en los tiros libres. Dentro de sus logros con el equipo destacan:
- 2 veces campeón de la LNBP (2010-11 y 2012-13)
- Capitán del equipo en sus 7 temporadas
- Jugador con más temporadas con el equipo (7)
- Jugador con más juegos jugados con el equipo (272)
- Jugador con más minutos jugados con el equipo (7710)
- Jugador con más asistencias con el equipo (1075)

| #10 Wilfredo Javier "Willy" Pagán Roque | #10 Wilfredo Javier "Willy" Pagán Roque | #10 Wilfredo Javier "Willy" Pagán Roque | #10 Wilfredo Javier "Willy" Pagán Roque | #10 Wilfredo Javier "Willy" Pagán Roque | #10 Wilfredo Javier "Willy" Pagán Roque | #10 Wilfredo Javier "Willy" Pagán Roque | #10 Wilfredo Javier "Willy" Pagán Roque | #10 Wilfredo Javier "Willy" Pagán Roque | #10 Wilfredo Javier "Willy" Pagán Roque | #10 Wilfredo Javier "Willy" Pagán Roque | #10 Wilfredo Javier "Willy" Pagán Roque | #10 Wilfredo Javier "Willy" Pagán Roque | #10 Wilfredo Javier "Willy" Pagán Roque | #10 Wilfredo Javier "Willy" Pagán Roque | #10 Wilfredo Javier "Willy" Pagán Roque |
| Temporada                               | JJ                                      | Min                                     | Pts                                     | 2Fg%                                    | 3Fg%                                    | Ft%                                     | RO                                      | RD                                      | Reb                                     | As                                      | St                                      | To                                      | Bs                                      | Pf                                      | Eff                                     |
| --------------------------------------- | --------------------------------------- | --------------------------------------- | --------------------------------------- | --------------------------------------- | --------------------------------------- | --------------------------------------- | --------------------------------------- | --------------------------------------- | --------------------------------------- | --------------------------------------- | --------------------------------------- | --------------------------------------- | --------------------------------------- | --------------------------------------- | --------------------------------------- |
| 2009-10                                 | 54                                      | 29.2                                    | 12.2                                    | 46.7                                    | 38.3                                    | 75.4                                    | 0.6                                     | 2.8                                     | 3.4                                     | 3.9                                     | 1.0                                     | 0.1                                     | 0.2                                     | 2.2                                     | 12.5                                    |
| 2010-11                                 | 47                                      | 31.7                                    | 13.5                                    | 45.6                                    | 39.8                                    | 78.9                                    | 0.6                                     | 3.0                                     | 3.6                                     | 4.9                                     | 1.0                                     | 1.4                                     | 0.1                                     | 2.4                                     | 15.2                                    |
| 2011-12                                 | 42                                      | 29.4                                    | 11.8                                    | 40.3                                    | 41.5                                    | 79.5                                    | 0.8                                     | 2.3                                     | 3.1                                     | 3.9                                     | 1.3                                     | 2.1                                     | 0.0                                     | 2.6                                     | 11.9                                    |
| 2012-13                                 | 46                                      | 27.4                                    | 9.9                                     | 47.0                                    | 38.0                                    | 80.7                                    | 0.5                                     | 2.4                                     | 2.9                                     | 3.8                                     | 1.0                                     | 1.5                                     | 0.0                                     | 2.1                                     | 11.3                                    |
| 2013-14                                 | 9                                       | 25.6                                    | 12.8                                    | 40.0                                    | 48.8                                    | 71.9                                    | 0.6                                     | 2.1                                     | 2.7                                     | 4.1                                     | 1.6                                     | 2.2                                     | 0.2                                     | 1.6                                     | 13.1                                    |
| 2016-17                                 | 38                                      | 24.4                                    | 7.9                                     | 46.3                                    | 44.1                                    | 87.0                                    | 0.4                                     | 1.7                                     | 2.1                                     | 3.2                                     | 0.5                                     | 1.3                                     | 0.0                                     | 2.3                                     | 9.2                                     |
| 2017-18                                 | 36                                      | 27.6                                    | 9.8                                     | 46.8                                    | 40.3                                    | 83.1                                    | 0.5                                     | 2.1                                     | 2.6                                     | 3.9                                     | 0.8                                     | 1.6                                     | 0.0                                     | 1.9                                     | 11.0                                    |
| Promedios por juego                     |                                         |                                         |                                         |                                         |                                         |                                         |                                         |                                         |                                         |                                         |                                         |                                         |                                         |                                         |                                         |
| Datos de Basketball Database            |                                         |                                         |                                         |                                         |                                         |                                         |                                         |                                         |                                         |                                         |                                         |                                         |                                         |                                         |                                         |

### #21Ikechukwu Justin "Ike" Ofoegbu

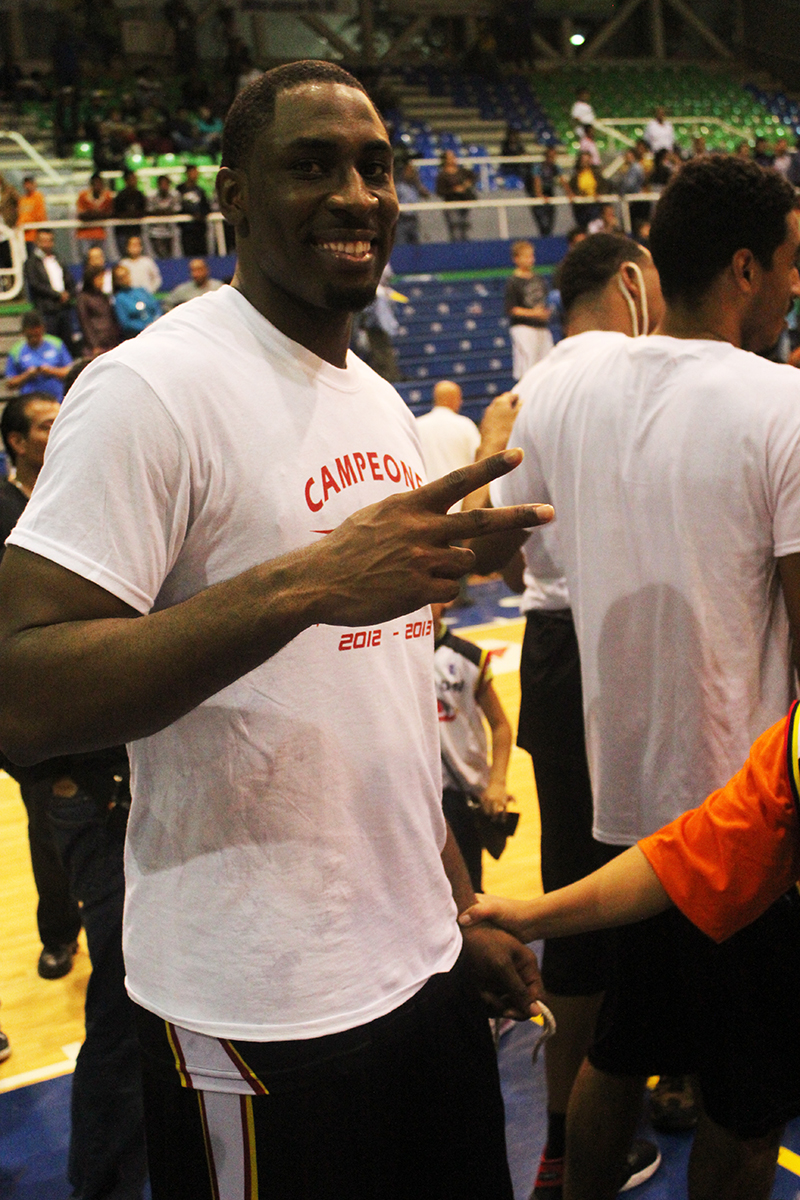
Ike Ofoegbu

Nació el 9 de noviembre de 1984 en San Antonio y midiendo 2.05 metros jugó colegial en la división 1 de la NCAA en la American Athletic Conference con los Mustangs de la Universidad Metodista del Sur ubicada en Dallas.  Debido a sus raíces nigerianas fue miembro de la selección de Nigeria en el Campeonato FIBA África 2011 consiguiendo el tercer Lugar, mismo año en que la selección mexicana fue campeón del Campeonato FIBA Américas. En el 2012 los Pioneros de Quintana Roo lo piden a Toros para jugar como refuerzo en la Liga de las Américas 2012 logrando el campeonato, hasta hoy Pioneros sigue siendo el único equipo mexicano en ganar tan ansiado campeonato. Para muchos es el jugador más completo que ha defendido la camiseta de los Toros de Nuevo Laredo jugando la posición de Ala-pívot, puesto que destacaba su tiro de larga distancia, su buena penetración en la pintura además de que bajaba buen número de rebotes y poseía una buena defensa. Estuvo 4 temporadas con el equipo, llegando a 3 finales y consiguiendo dos campeonatos. Destaca en los primeros 10 lugares en los líderes de la franquicia de todas las estadísticas además de que su promedio lidera en la historia del equipo en minutos, puntos, rebotes y eficiencia. Su excelente temporada en el último campeonato de los Toros para desgracia y orgullo de la ciudad de Nuevo Laredo lo avaló para jugar en el basquetbol europeo donde se mantuvo durante muchos años. Dentro de sus logros con el equipo destacan:
- 2 veces campeón de la LNBP (2010-11 y 2012-13)
- Premio Delantero del año LNBP 2012-13
- Premio Jugador importado del año LNBP 2012-13
- Jugador MVP de la final LNBP 2012-13
- Ala-pívot del equipo ideal extranjeros LNBP (2009-10 y 2012-13)
- Ala-pívot del 1er equipo ideal LNBP (2009-10 y 2012-13)
- Ala-pívot del 2do equipo ideal LNBP (2010-11 y 2011-12)

| #21 Ikechukwu Justin "Ike" Ofoegbu | #21 Ikechukwu Justin "Ike" Ofoegbu | #21 Ikechukwu Justin "Ike" Ofoegbu | #21 Ikechukwu Justin "Ike" Ofoegbu | #21 Ikechukwu Justin "Ike" Ofoegbu | #21 Ikechukwu Justin "Ike" Ofoegbu | #21 Ikechukwu Justin "Ike" Ofoegbu | #21 Ikechukwu Justin "Ike" Ofoegbu | #21 Ikechukwu Justin "Ike" Ofoegbu | #21 Ikechukwu Justin "Ike" Ofoegbu | #21 Ikechukwu Justin "Ike" Ofoegbu | #21 Ikechukwu Justin "Ike" Ofoegbu | #21 Ikechukwu Justin "Ike" Ofoegbu | #21 Ikechukwu Justin "Ike" Ofoegbu | #21 Ikechukwu Justin "Ike" Ofoegbu | #21 Ikechukwu Justin "Ike" Ofoegbu |
| Temporada                          | JJ                                 | Min                                | Pts                                | 2Fg%                               | 3Fg%                               | Ft%                                | RO                                 | RD                                 | Reb                                | As                                 | St                                 | To                                 | Bs                                 | Pf                                 | Eff                                |
| ---------------------------------- | ---------------------------------- | ---------------------------------- | ---------------------------------- | ---------------------------------- | ---------------------------------- | ---------------------------------- | ---------------------------------- | ---------------------------------- | ---------------------------------- | ---------------------------------- | ---------------------------------- | ---------------------------------- | ---------------------------------- | ---------------------------------- | ---------------------------------- |
| 2009-10                            | 48                                 | 29.9                               | 15.9                               | 56.9                               | 37.7                               | 73.9                               | 2.1                                | 2.9                                | 5.0                                | 1.2                                | 1.1                                | 0.0                                | 0.4                                | 3.0                                | 16.6                               |
| 2010-11                            | 39                                 | 33.3                               | 17.9                               | 57.1                               | 32.3                               | 77.2                               | 2.7                                | 3.9                                | 6.6                                | 1.9                                | 0.8                                | 1.5                                | 0.6                                | 2.7                                | 19.1                               |
| 2011-12                            | 38                                 | 33.4                               | 17.5                               | 57.8                               | 38.6                               | 74.2                               | 2.7                                | 5.0                                | 7.7                                | 2.1                                | 0.9                                | 2.9                                | 0.6                                | 3.1                                | 18.9                               |
| 2012-13                            | 56                                 | 31.6                               | 16.9                               | 60.2                               | 39.0                               | 69.3                               | 2.2                                | 3.5                                | 5.7                                | 1.8                                | 0.8                                | 2.3                                | 0.7                                | 2.5                                | 16.9                               |
| Promedios por juego                |                                    |                                    |                                    |                                    |                                    |                                    |                                    |                                    |                                    |                                    |                                    |                                    |                                    |                                    |                                    |
| Datos de Basketball Database       |                                    |                                    |                                    |                                    |                                    |                                    |                                    |                                    |                                    |                                    |                                    |                                    |                                    |                                    |                                    |

## Gimnasio
Los Toros de Nuevo Laredo tuvieron como sede 3 instalaciones.

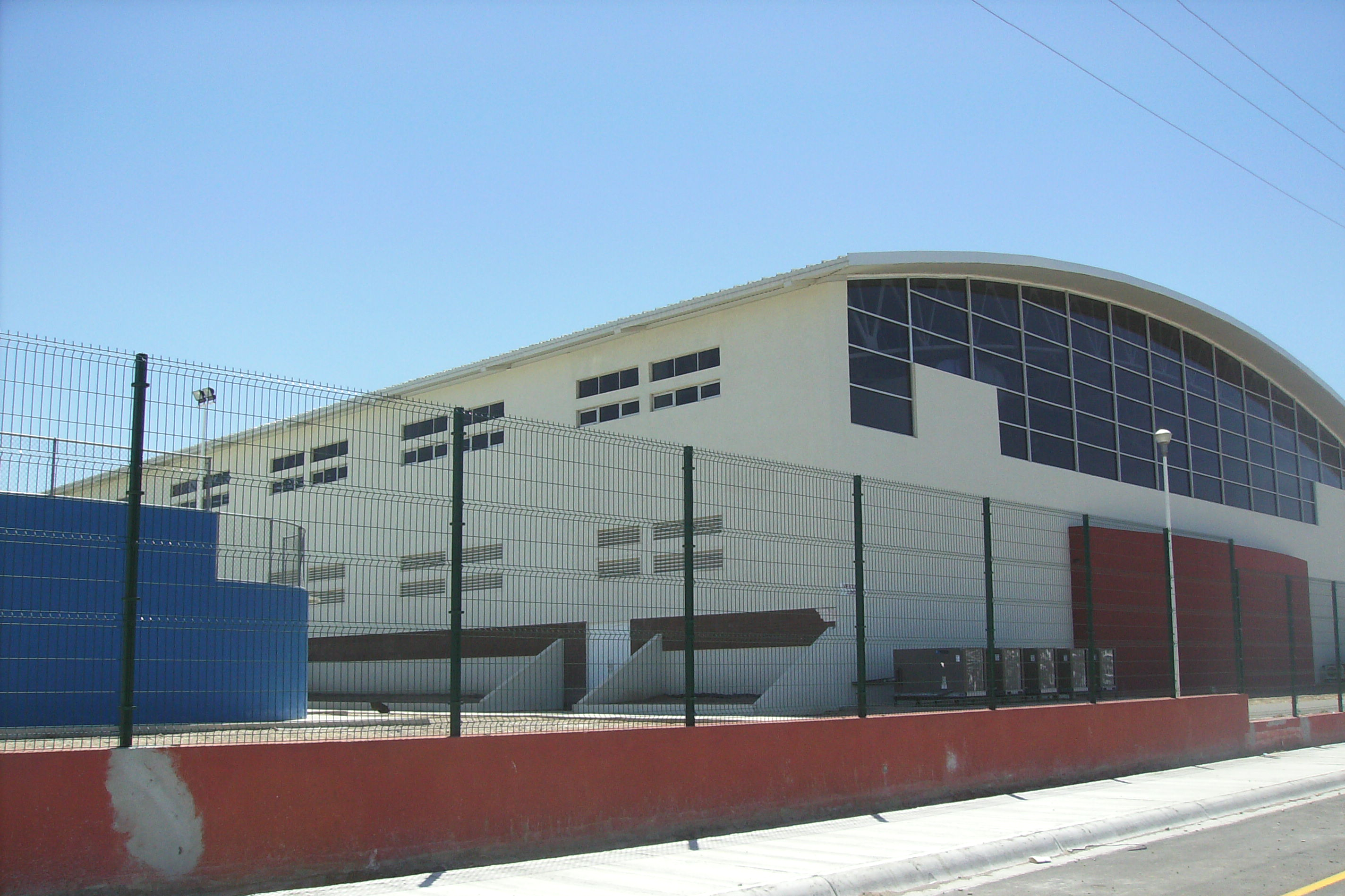
Gimnasio Multidisciplinario de Nuevo Laredo

- Gimnasio Multidisciplinario de Nuevo Laredo (2009-13) para 1,621 personas.
- Laredo Energy Arena (2012-13) para 10,000 personas.
- Polyforum Dr. Rodolfo Torre Cantú (2013-18) con capacidad de 5,224.[24][25]